# لويس الثالث البوربوني
لويس دي بوربون (بالفرنسية: Louis III de Bourbon-Condé)‏ أو لويس الثالث أمير كوندي (10 نوفمبر 1668 - 4 مارس 1710)؛ يعتبر أمير الدم باعتباره العضو من العائلة المالكة آل بوربون، وعلى غرار ذلك أصبح دوق بوربون منذ ولادته، وأخيراً أصبح أمير كوندي بعد وفاة والده في 1709 حتى وفاته في العام التالي.

## السيرة الذاتية
ولد لويس دي بوربون دوق بوربون، دوق منمورنسي (1668-1689)، دوق دانغين (1689-1709)، كونت شاروليه (1709)، أمير كوندي السادس، كونت سانسير (1709-1710)، في قصر كوندي في باريس في 10 نوفمبر 1668، وتوفي في قصر فرساي في 4 مارس 1710.
هو الابن الثاني وطفل الثالث لـ هنري جول أمير كونتي وآن هنرييت أميرة بالاتينات (هي ابنة عم مدام أورليان)؛ وأيضا هو حفيد كوندي الأكبر.
في عام 1685 تزوج لويس من قريبته لويز فرانسواز دي بوربون هي الابنة الملك لويس الرابع عشر الغير الشرعية، والمعروفة في البلاط الملكي بـ مدموزيل نانت، أصبح لويس يُعرف في البلاط بعد زواجه بـ مسيو دوق، في حين زوجته أصبحت تعرف بـ مدام دوقة، عرف عنه أنه كان رجلاً قصيراً، في الواقع تم إشارة عليه بجوار أخوته الصغار بـ (أمراء الدم الدمى)، أو بشكل أقل إغراء (خنافس السود الصغار)، لأن بعضهم لهم بشرة داكنة بعض الشيء وكانوا حُدْب، على الرغم من أنه لم يكن يعاني منها إلا أنه عانى من ضخامة الرأس، بالإضافة إلى ذلك قيل أن لون بشرته برتقالي مصفر، وأيضا لم يكن مثقفاً إلا أنه كان متعلماً جيداً.
في 1 أبريل 1709 بعد وفاة والده أصبح أخيراً أمير كوندي، إلا أنه توفي بعد أحد عشر شهراً في 4 مارس 1710 عن عمر يناهز الأربعين عاماً، وخلفه ابنه البكر لويس هنري ومع ذلك هذا الأخير لم يستخدم قط لقب أمير كوندي مفضلاً لقب الدوقية «بوربون» على ذلك.

## الذرية
انجبت له زوجته لويز فرانسواز تسعة أبناء:-

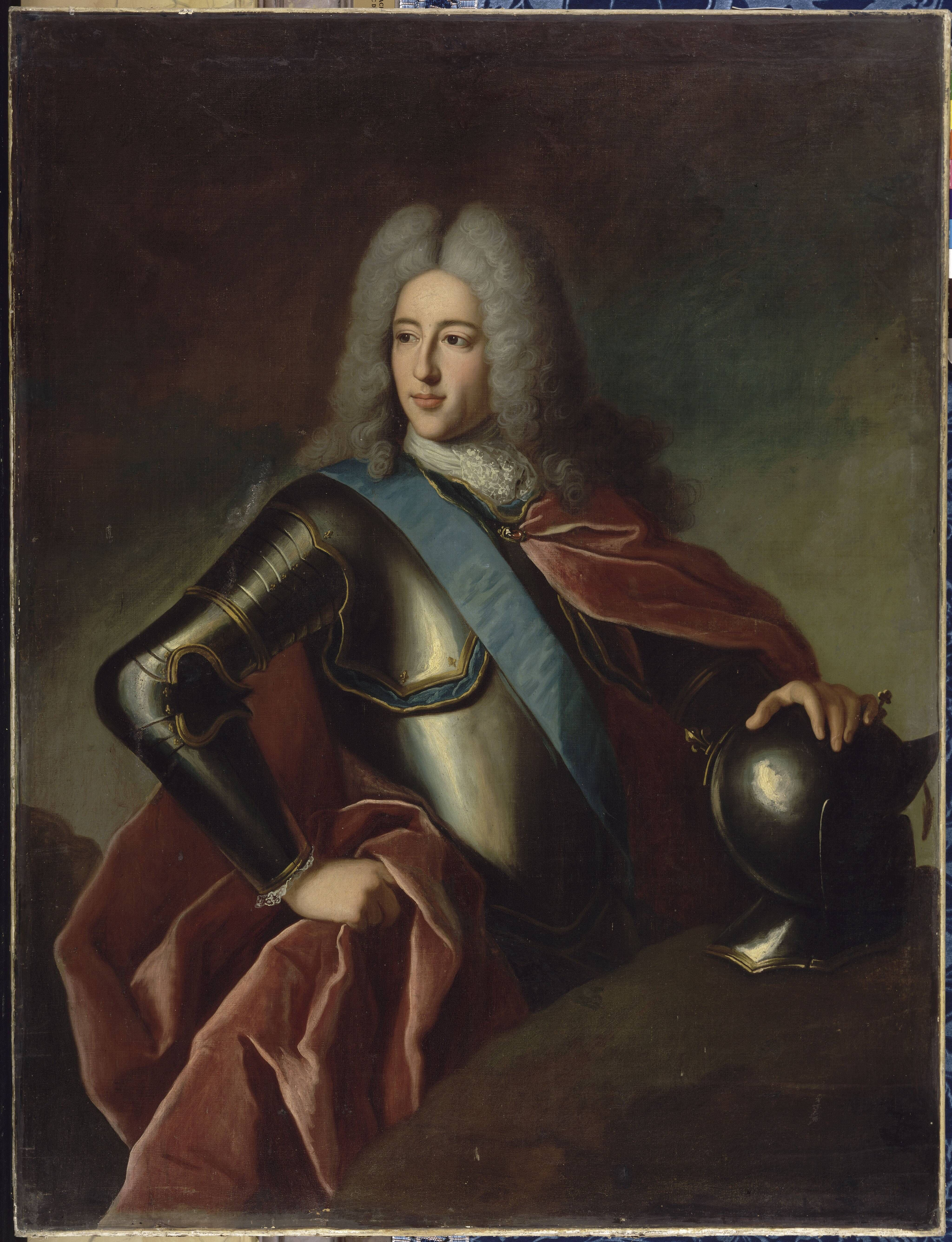
ابنه البكر لويس هنري دي بوربون رئيس الوزراء بين عامي 1823-1826.

1. ماري آن غابرييل إليونور (22 ديسمبر 1690 - 30 أغسطس 1760)؛ راهبة.
2. لويس هنري دوق بوربون أمير كوندي (18 أغسطس 1692 - 27 يناير 1740)؛ خليفته، وفضلاً عن ذلك كان رئيس الوزراء.

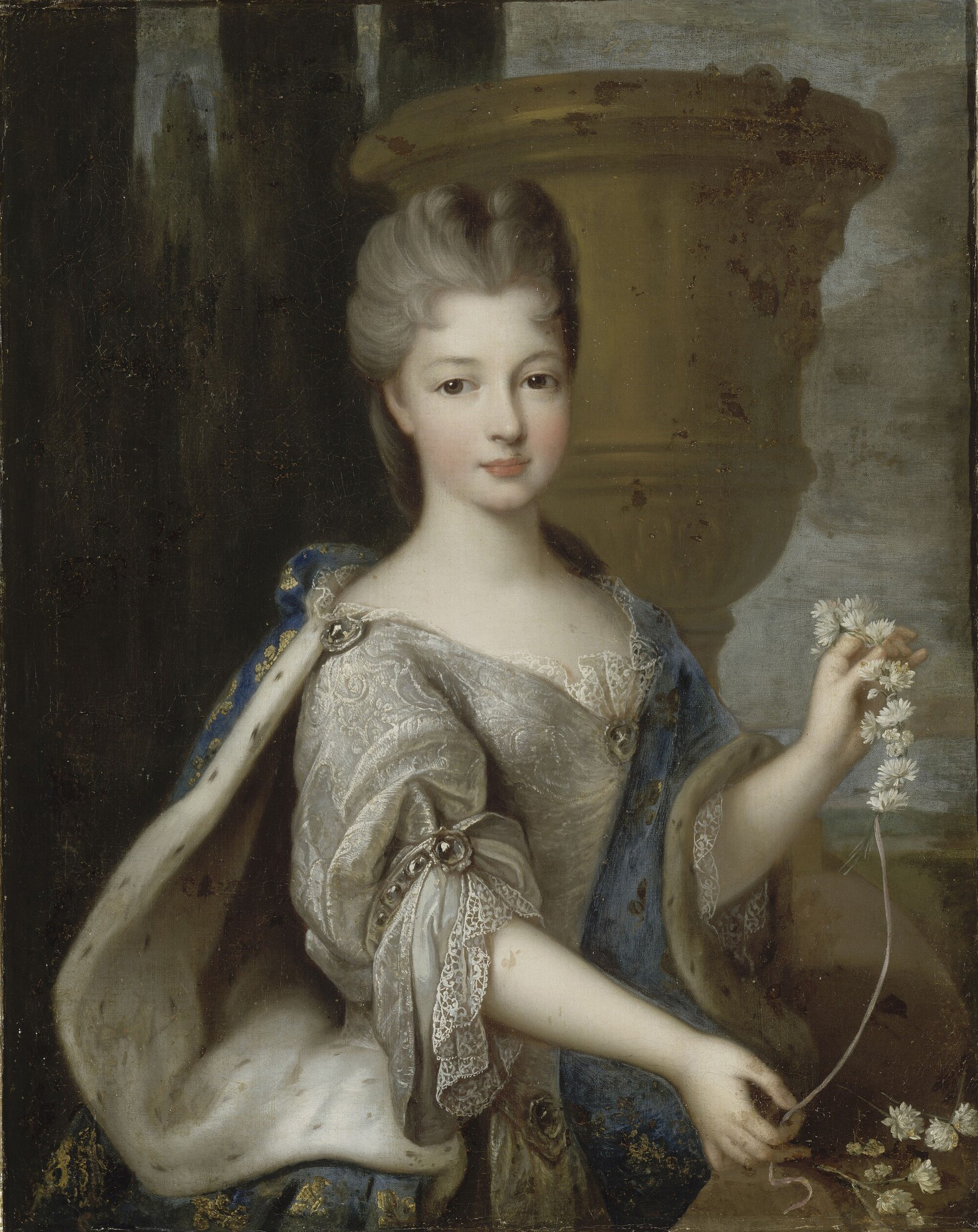
ابنته لويز إليزابيث أميرة كونتي.

3. لويز إليزابيث أميرة كونتي (22 نوفمبر 1693 - 27 مايو 1775)؛ تزوجت من لويس أرمان الثاني أمير كونتي؛ لهم ذرية.
4. لويز آن مدموزيل شاروليه (23 يونيو 1695 - 8 أبريل 1758)؛ لم تتزوج، كانت على علاقة غير شرعية مع دوق ريشيليو بحيث شاركتها ابنة خالتها شارلوت أغلاي من داورليان في نفس العشيق، يتشبه بأنها لديها أبناء، ولكن لا يوجد دليل.
5. ماري آن مدموزيل كليرمون (16 أكتوبر 1697 - 11 أغسطس 1741)؛ قيل أنها إنتاج علاقة زوجته من أمير كونتي، تزوجت سراً من قريبها لويس دي ملون دوق جويوا في 1719؛ ليس لديهم أبناء، كانت أحد وصيفات الملكة ماريا ليزينسكا.
6. شارل كونت شاروليه (19 يونيو 1700 - 23 يوليو 1760)؛ تزوج سراً من جين دي فالوا-سان ريمي هي من سليل هنري الثاني ملك فرنسا (من خط الغير شرعي)؛ الزواج لم يعتبر شرعي من ناحية الملك، تم تمرير لقبه بعد وفاته إلى شقيقته لويز آن.

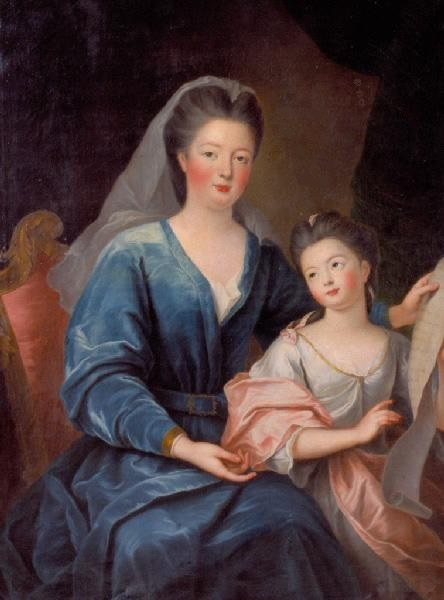
زوجته لويز فرانسواز مع ابنتهما هنرييت لويز.

7. هنرييت لويز ماري فرانسواز غابرييل مدموزيل فرماندوا رئيسة الدير بومون لا تور(15 يناير 1703 - 19 سبتمبر 1772)؛ كانت واحدة من المرشحين الأوائل للزواج من لويس الخامس عشر، لاحقاً أصبحت راهبة.
8. إليزابيث تيريز ألكساندرين مدموزيل سينس (15 سبتمبر 1705 - 15 أبريل 1765)؛ كانت إحدى المرشحين للزواج من لويس الخامس عشر.
9. لويس كونت كليرمون (15 يونيو 1709 - 16 يونيو 1771)؛ لم يتزوج، كان ضمن حركة الماسونية في فرنسا.